# Gluema
Genre
Statut de conservation UICN

VUB1+2c : Vulnérable
Classification phylogénétique
Gluema est un genre de plantes à fleurs de la famille des Sapotaceae. Ce sont des arbres originaires d'Afrique Tropicale.
Il comprend deux espèces :
- Gluema ivorensis
- Gluema korupensis

## Répartition
Les espèces sont endémiques aux forêts sèches de part et d'autre du Dahomey Gap, en Côte d'Ivoire, Ghana, Cameroun et Gabon. 